# Grenzfriedenshefte
Die Grenzfriedenshefte sind eine historisch-politische Zeitschrift im schleswigschen Grenzland. Sie erscheinen halbjährlich (früher vierteljährlich). Thematischer Schwerpunkt sind die Verhältnisse im deutsch-dänischen Grenzland. Die Zeitschrift strebt sowohl einen hohen wissenschaftlichen Anspruch als auch Aktualität an und versteht sich als Zeitschrift für deutsch-dänischen Dialog.

## Geschichte
Die Grenzfriedenshefte wurden 1953 als Mitgliederzeitschrift des Grenzfriedensbundes ins Leben gerufen. Der Grenzfriedensbund wollte auf dem Boden der Kieler Erklärung von 1949 „deutsche Kulturarbeit leisten in europäischem Geiste“ und suchte dabei im Gegensatz zu den konservativen Grenzverbänden von Beginn an den Dialog mit der dänischen Seite. Diesen programmatischen Zielen sollten die als Vierteljahrsschrift konzipierten Grenzfriedenshefte dienen. Die Konzeption der Grenzfriedenshefte ging maßgeblich auf zwei der Gründungsmitglieder des Grenzfriedensbundes, den Schulrat Detlef Hansen und den Flensburger Bibliotheksdirektor Hans Peter Johannsen, zurück. Der aus Nordschleswig stammende Johannsen übernahm auch die Redaktion der neuen Zeitschrift. Unter seiner Leitung lag ein klarer Schwerpunkt der Hefte auf sozialem und literarisch-kulturellem Gebiet. Ein Kennzeichen war von Beginn an, dass auch zahlreiche dänische Verfasser für die Grenzfriedenshefte schrieben.
1961 wechselte die Schriftleitung zu Ernst Beier, der die Zeitschrift thematisch deutlich öffnete. In den 1960er und 1970er Jahren traten historische, gesellschaftliche und politische Themen in den Grenzfriedensheften in den Vordergrund. Dabei erhielten auch progressiv-kritische Stimmen ein Forum. Dieses Konzept wurde weiter verfolgt, als Beier nach 20 Jahren die Schriftleitung an den promovierten Historiker und Gymnasiallehrer Jörn-Peter Leppien weitergab. Unter dessen Federführung bauten die GFH ihre Stellung als wichtigste historisch-politische Fachzeitschrift des deutsch-dänischen Grenzlandes aus, das wissenschaftliche Profil der Grenzfriedenshefte wurde deutlich geschärft. Ihr Umfang nahm auf teilweise über 300 Seiten jährlich zu. Die Zeitschrift wurde in den 80er und 90er Jahren zu einem weit über den Grenzbereich hinaus anerkannten, auch dänischerseits hoch geschätzten Publikationsorgan. Auch im neuen Jahrhundert haben die Grenzfriedenshefte ihre Linie fortgesetzt und immer wieder auch unbequeme Themen in die Diskussion eingebracht.

## Inhalt
Im ersten Jahrzehnt spielten soziale und literarisch-kulturelle Themen des deutsch-dänischen Grenzlandes die Hauptrolle, wobei allerdings Geschichte und aktuelle Politik ebenfalls stark vertreten waren. Seit Anfang der 80er Jahre liegt ein Schwerpunkt der Grenzfriedenshefte auch auf der lange vernachlässigten Aufarbeitung der nationalsozialistischen Epoche in der Region. Die Grenzfriedenshefte haben bei der Aufarbeitung und Vermittlung der Geschichte des Nationalsozialismus Pionierdienste geleistet. Auch in vielen anderen Bereichen hat die Redaktion der Grenzfriedenshefte immer wieder den Finger in offene Wunden gelegt und bisherige Tabuthemen aufgegriffen und gerade dadurch den Boden für neue deutsch-dänische Verständigung und Erneuerungen bereitet.
Die 3–6 Beiträge im Hauptteil bilden den inhaltlichen Schwerpunkt der Hefte. Hinzu kommen eine Umschau mit aktuellen Berichten vornehmlich aus der Grenzlandpresse und Besprechungen von Büchern mit meist historischer Thematik.